# Айос-Ахилиос (Флорина)
Айос-Ахилиос (греч. Άγιος Αχίλλειος) — горная деревня на севере Греции. Расположена на высоте 880 м над уровнем моря, на северо-восточной оконечности одноимённого острова в северной части озера Микра-Преспа, близ границы с Албанией. Административно относится к общине Преспа в периферийной единице Флорина в периферии Западная Македония. Население 21 человек по переписи 2011 года.
Поселение в прошлом процветало и существовало со времён Александра Македонского. На острове, часть которого была объявлена национальным парком для спасения редких водных птиц и других животных, сохранились несколько византийских и поствизантийских зданий и пять византийских церквей.
До 1926 года (ΦΕΚ 55Α) деревня называлась Ахилион (Αχίλλειον).

## Сообщество
Сообщество создано в 1927 году (ΦΕΚ 219Α). В сообщество входит деревня Пили, расположенная на западном побережье озера Микра-Преспа. Население 110 человек по переписи 2011 года. Площадь 39,375 квадратных километров.
| Населённый пункт | Население (2011), человек |
| ---------------- | ------------------------- |
| Айос-Ахилиос     | 21                        |
| Пили             | 89                        |

## Население
| Год  | Население, человек |
| ---- | ------------------ |
| 1991 | 32                 |
| 2001 | 28                 |
| 2011 | ↘ 21               |